# Komarr
Komarr è un romanzo di fantascienza del 1998 di Lois McMaster Bujold. Fa parte del ciclo dei Vor ed è collocato tra Memory e Guerra di strategie.

## Edizioni
- Lois McMaster Bujold, Komarr, 1998.
- Lois McMaster Bujold, Komarr, traduzione di Anna Feruglio Dal Dan, collana Cosmo Oro n° 197, Editrice Nord, 2002,  p. 356, ISBN 88-429-1224-7.